# Chiesa della Madonna del Soccorso (Roccalbegna)
La chiesa della Madonna del Soccorso si trova a Roccalbegna (GR).

## Storia e descrizione

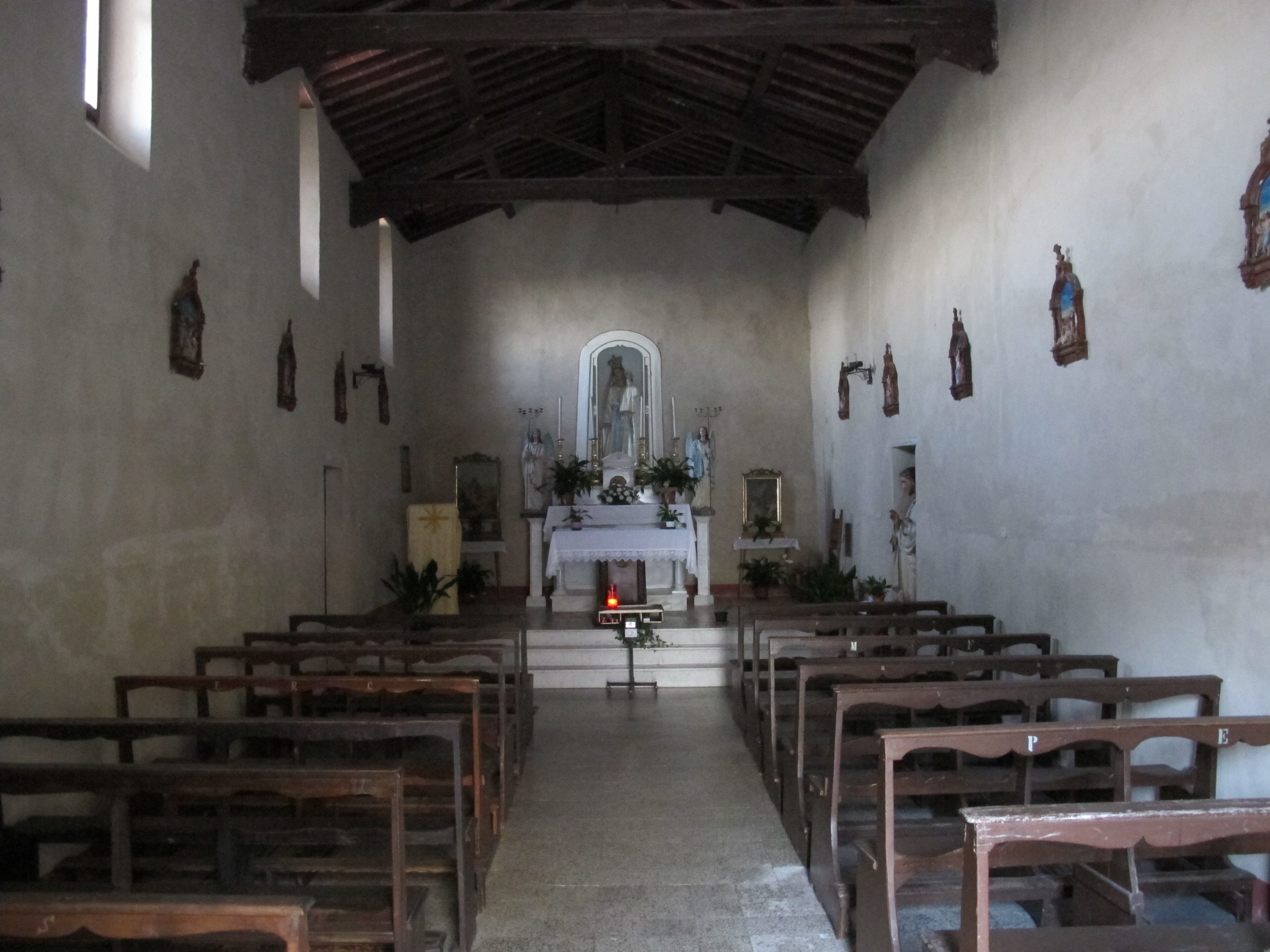
Interno

La chiesa, risalente forse al XV secolo, è una semplice costruzione con facciata a capanna, campanile a vela, portale architravato e pianta rettangolare con abside. Nell'abside furono ritrovati gli affreschi quattrocenteschi raffiguranti Sant'Antonio Abate e San Giobbe, ora nella chiesa dei Santi Pietro e Paolo.